# Boston Marathon 2005
De Boston Marathon 2005 werd gelopen op maandag 18 april 2005. Het was de 109e editie van deze marathon.
De Ethiopiër Hailu Negussie bereikte bij de mannen als eerste de finish in 2:11.45. De Keniaanse Catherine Ndereba zegevierde bij de vrouwen in 2:25.13.
In totaal finishten er 17549 lopers, waarvan 10.894 mannen en 6655 vrouwen.

## Uitslagen

### Mannen

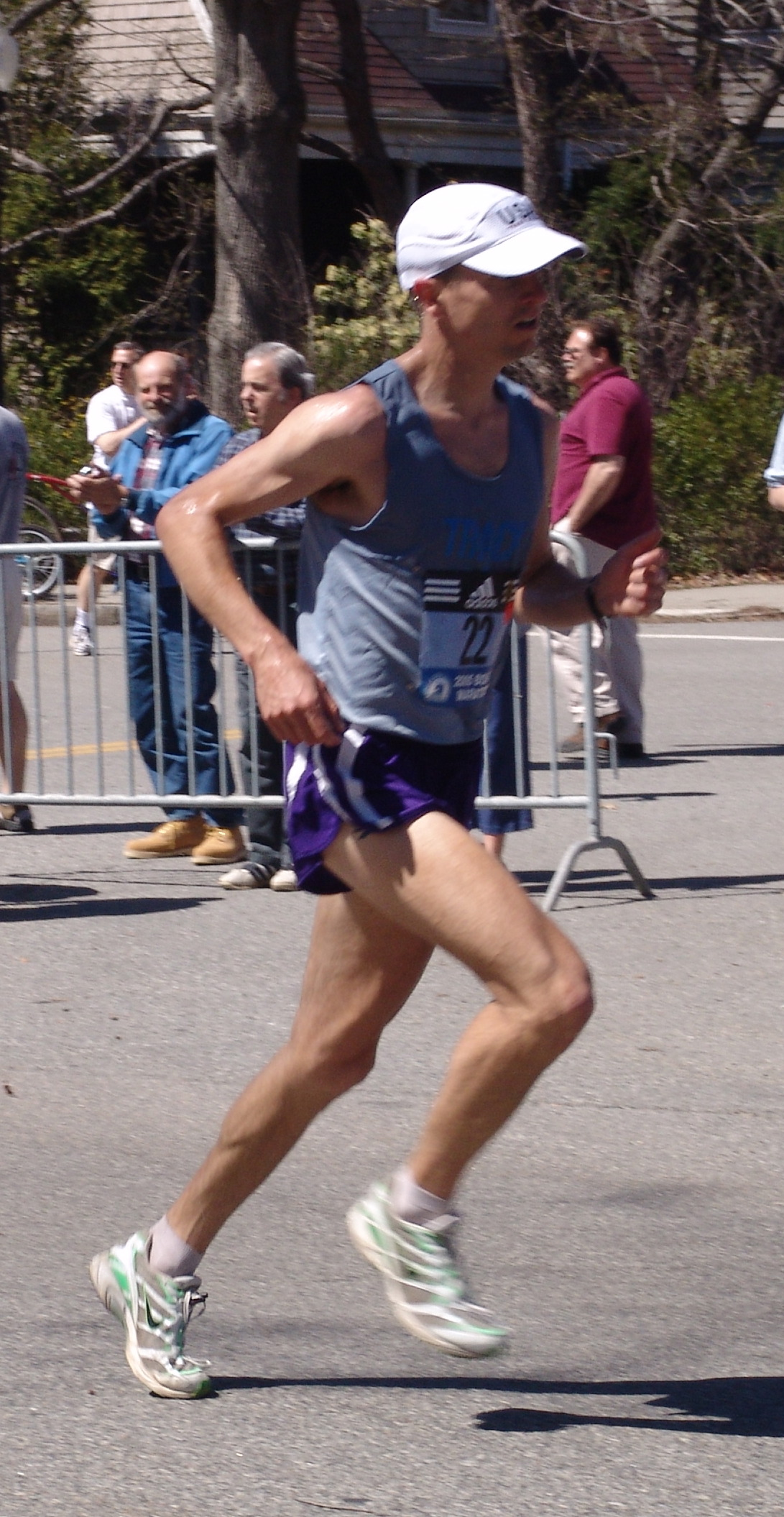
Peter Gilmore werd 10e

| rang   | naam                      | land | tijd    |
| ------ | ------------------------- | ---- | ------- |
| Goud   | Hailu Negussie            | ETH  | 2:11.45 |
| Zilver | Wilson Onsare             | KEN  | 2:12.21 |
| Brons  | Benson Cherono            | KEN  | 2:12.48 |
| 4      | Alan Culpepper            | USA  | 2:13.39 |
| 5      | Robert Kipkoech Cheruiyot | KEN  | 2:14.30 |
| 6      | Timothy Cherigat          | KEN  | 2:15.19 |
| 7      | Benjamin Kipchumba        | KEN  | 2:15.26 |
| 8      | Andrew Letherby           | AUS  | 2:16.38 |
| 9      | Mohamed Ouaadi            | FRA  | 2:16.41 |
| 10     | Peter Gilmore             | USA  | 2:17.32 |
| 11     | Ryan Shay                 | USA  | 2:18.17 |
| 12     | Benjamin Kimutai          | KEN  | 2:18.22 |
| 13     | Thomas Omwenga            | KEN  | 2:18.57 |
| 14     | Pavel Lostukov            | EST  | 2:19.04 |
| 15     | Joshua Kipkemboi          | KEN  | 2:19.28 |

### Vrouwen

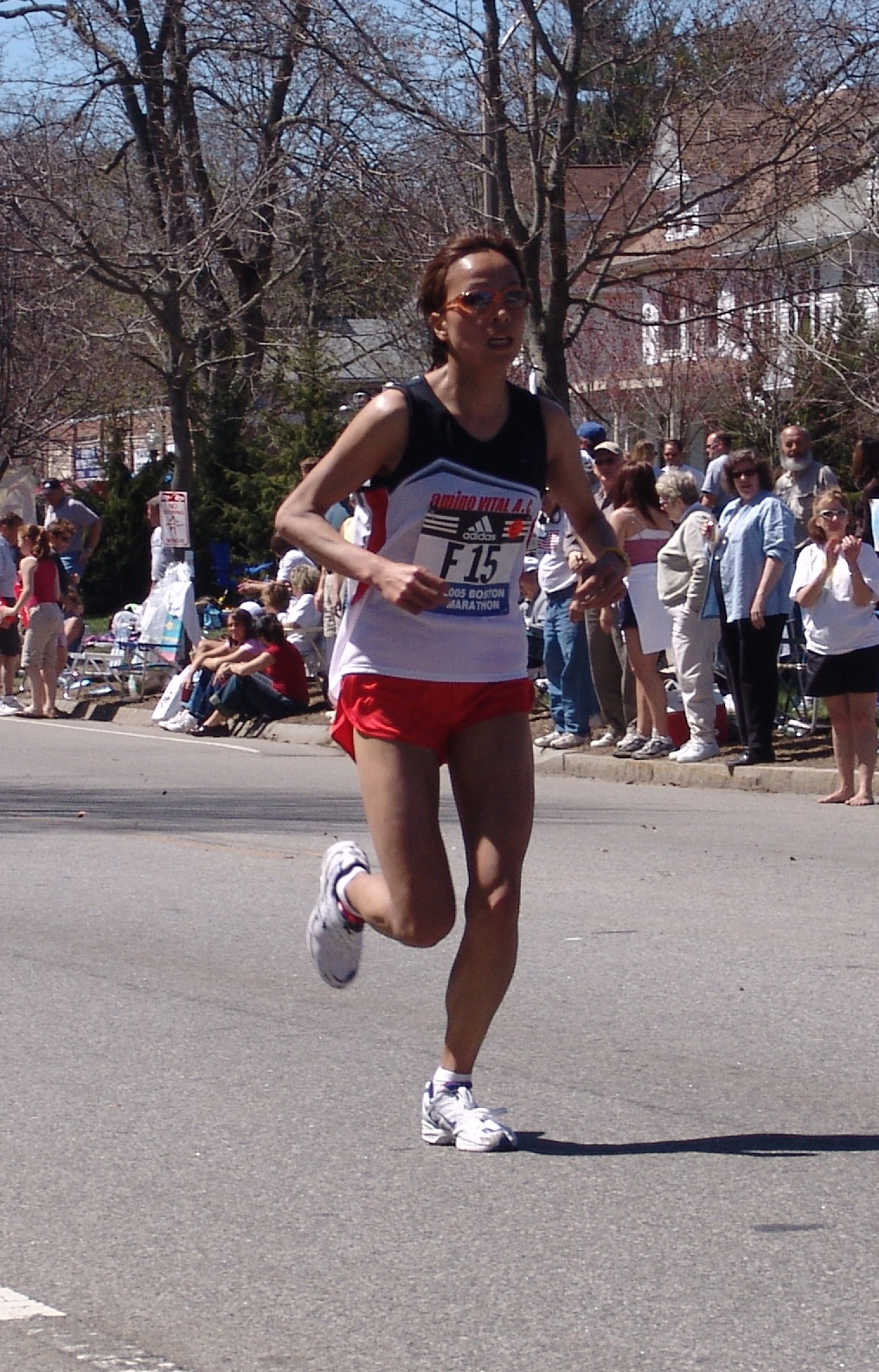
Mina Ogawa werd 9e

| rang   | naam                      | land | tijd    |
| ------ | ------------------------- | ---- | ------- |
| Goud   | Catherine Ndereba         | KEN  | 2:25.13 |
| Zilver | Elfenesh Alemu            | ETH  | 2:27.03 |
| Brons  | Bruna Genovese            | ITA  | 2:29.51 |
| 4      | Svetlana Zacharova        | RUS  | 2:31.34 |
| 5      | Madina Biktagirova        | RUS  | 2:32.41 |
| 6      | Ljoebov Morgoenova        | RUS  | 2:33.24 |
| 7      | Shitaye Gemechu           | ETH  | 2:33.51 |
| 8      | Zhor El Kamch             | MAR  | 2:36.54 |
| 9      | Mina Ogawa                | JPN  | 2:37.34 |
| 10     | Nuta Olaru                | ROU  | 2:37.37 |
| 11     | Firaya Sultanova-Zhdanova | RUS  | 2:41.05 |
| 12     | Emily Levan               | USA  | 2:43.14 |
| 13     | Caroline Annis            | USA  | 2:43.46 |
| 14     | Carly Graytack            | USA  | 2:44.02 |
| 15     | Yuko Sato                 | JPN  | 2:47.00 |

1897 ·
1898 ·
1899 ·
1900 ·
1901 ·
1902 ·
1903 ·
1904 ·
1905 ·
1906 ·
1907 ·
1908 ·
1909 ·
1910 ·
1911 ·
1912 ·
1913 ·
1914 ·
1915 ·
1916 ·
1917 ·
1918 ·
1919 ·
1920 ·
1921 ·
1922 ·
1923 ·
1924 ·
1925 ·
1926 ·
1927 ·
1928 ·
1929 ·
1930 ·
1931 ·
1932 ·
1933 ·
1934 ·
1935 ·
1936 ·
1937 ·
1938 ·
1939 ·
1940 ·
1941 ·
1942 ·
1943 ·
1944 ·
1945 ·
1946 ·
1947 ·
1948 ·
1949 ·
1950 ·
1951 ·
1952 ·
1953 ·
1954 ·
1955 ·
1956 ·
1957 ·
1958 ·
1959 ·
1960 ·
1961 ·
1962 ·
1963 ·
1964 ·
1965 ·
1966 ·
1967 ·
1968 ·
1969 ·
1970 ·
1971 ·
1972 ·
1973 ·
1974 ·
1975 ·
1976 ·
1977 ·
1978 ·
1979 ·
1980 ·
1981 ·
1982 ·
1983 ·
1984 ·
1985 ·
1986 ·
1987 ·
1988 ·
1989 ·
1990 ·
1991 ·
1992 ·
1993 ·
1994 ·
1995 ·
1996 ·
1997 ·
1998 ·
1999 ·
2000 ·
2001 ·
2002 ·
2003 ·
2004 ·
2005 ·
2006 ·
2007 ·
2008 ·
2009 ·
2010 ·
2011 ·
2012 ·
2013 ·
2014 ·
2015 ·
2016 ·
2017 ·
2018 ·
2019 ·
2020 ·
2021 ·
2022